# Монаселидзе, Лаша Элуджинович
Лаша Элуджинович Монаселидзе (груз. მონასელიძე ლაშა; 2 января 1977) — грузинский футболист.

## Карьера
Воспитанник грузинского футбола. Начинал карьеру в 1994 году в тбилисском клубе СКА. В 1997 году принял участие в матче Кубка УЕФА в составе команды «Колхети-1913» против минского «Динамо». В 1998 году перебрался в московское «Торпедо», за который в чемпионате России дебютировал 19 апреля того года в домашнем матче 4-го тура против московского «Локомотива», выйдя в стартовом составе и будучи после перерыва заменённым Вячеславом Камольцевым. После чего был в составах владимирского «Торпедо» и в «Крыльях Советов». В 1999 году перешёл в «Динамо» из Тбилиси. Далее играл за «Горду». Завершил карьеру в греческом клубе «Понтиакос».